# Tibouchinopsis
Tibouchinopsis es un género  de plantas fanerógamas pertenecientes a la familia Melastomataceae. Comprende 2 especies descritas y pendientes de ser aceptadas. Se distribuye por Brasil. 

## Taxonomía
El género fue descrito por Friedrich Markgraf y publicado en Notizblatt des Botanischen Gartens und Museums zu Berlin-Dahlem 10: 48. 1927

## Especies aceptadas
A continuación se brinda un listado de las especies del género Tibouchinopsis pendientes de ser aceptadas hasta mayo de 2014, ordenadas alfabéticamente. Para cada una se indica el nombre binomial seguido del autor, abreviado según las convenciones y usos:
- Tibouchinopsis glutinosa Markgr.
- Tibouchinopsis mirabilis Brade & Markgr.